# Асахи-мару
Асахи-мару (яп. 旭日丸) — фрегат в западном стиле, построенный по приказу правительства Сёгуната Токугавы в период Бакумацу в Японии в княжестве Мито в ответ на экспедицию командора Перри и увеличения количества иностранных военных кораблей в территориальных водах Японии. Корабль строился с 1854 по 1856 год на суше, на участке, который позже стал верфей компанией IHI.

## История применения
Асахи-мару устарел уже к моменту завершения строительства, и не мог составить конкуренцию паровым военным кораблям западных держав. В основном он использовался в качестве транспорта для перевозки войск в военно-морском флоте Токугавы, и, хотя он был частью сил Токугавы во Втором карательном походе в Тёсю, его вклад был незначительным. После войны Босин он был продан новым правительством Мэйдзи частному судовладельцу и стал прибрежным транспортом.